# Базилика Благовещения
Базилика Благовещения (ивр. כנסיית הבשורה‎, араб. كنيسة البشارة‎) — католическая церковь в Назарете (Израиль), воздвигнутая на месте, где согласно древней христианской традиции произошло Благовещение Пресвятой Богородицы. Крупнейшая христианская церковь Ближнего Востока. Имеет почётный статус «малой базилики», присвоенный ей в 1964 году папой Павлом VI. Место христианского паломничества. В базилике служат монахи ордена францисканцев.

## История
В Назарете сложились две устойчивые древние традиции почитания места Благовещения:
- Первое Благовещение Богородице от Архангела у колодца (источника), где Богородица набирала воду — Архангельские слова: Радуйся, благодатная! Господь с Тобою; благословенна Ты между женами, согласно апокрифическому протоевангелию Иакова — на этом месте над источником стоит греческий православный храм Благовещения.
- Второе Благовещение от архангела Гавриила — непосредственно Благовещение (протоевангелие Иакова и каноническое Евангелие от Луки) и Боговоплощение, которое произошло после того как Богородица возвратилась в дом Иосифа, где услышала от Архангела Гавриила: «и вот, зачнёшь во чреве, и родишь Сына, и наречёшь Ему имя: Иисус» — на месте дома Иосифа и стоит базилика Благовещения.

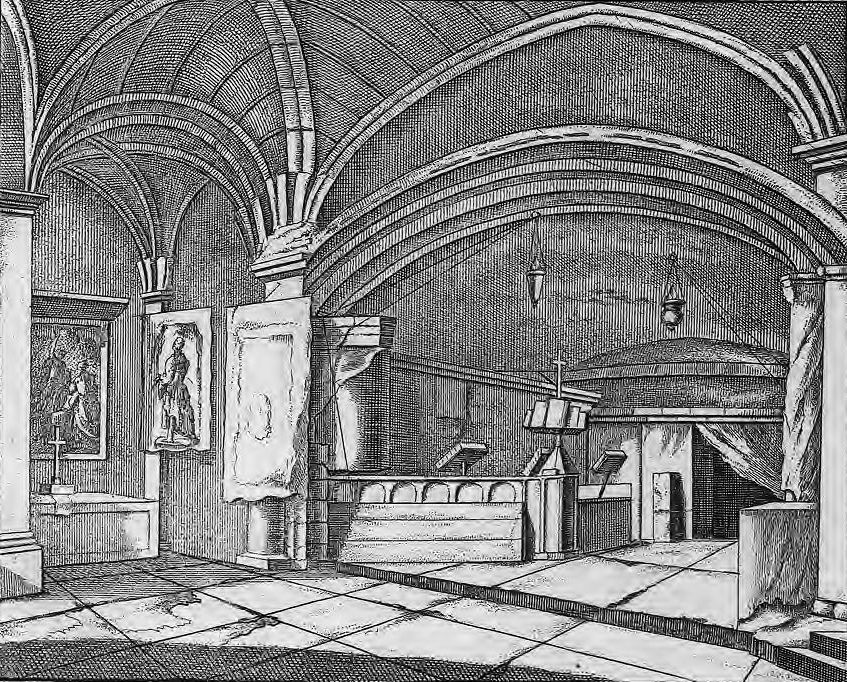
Йозеф Мулдер. Грот Благовещения. 1714

Первая церковь на месте Благовещения была построена в 427 году, как сообщает об этом мозаическая надпись, найденная при раскопках, называющая имя её создателя: «диакон Конон».
Согласно традиции Римско-католической церкви, храм был построен на месте расположения Святого дома, где произошло Благовещение, и который в 1295 году, был перенесён в город Лорето в Италии.

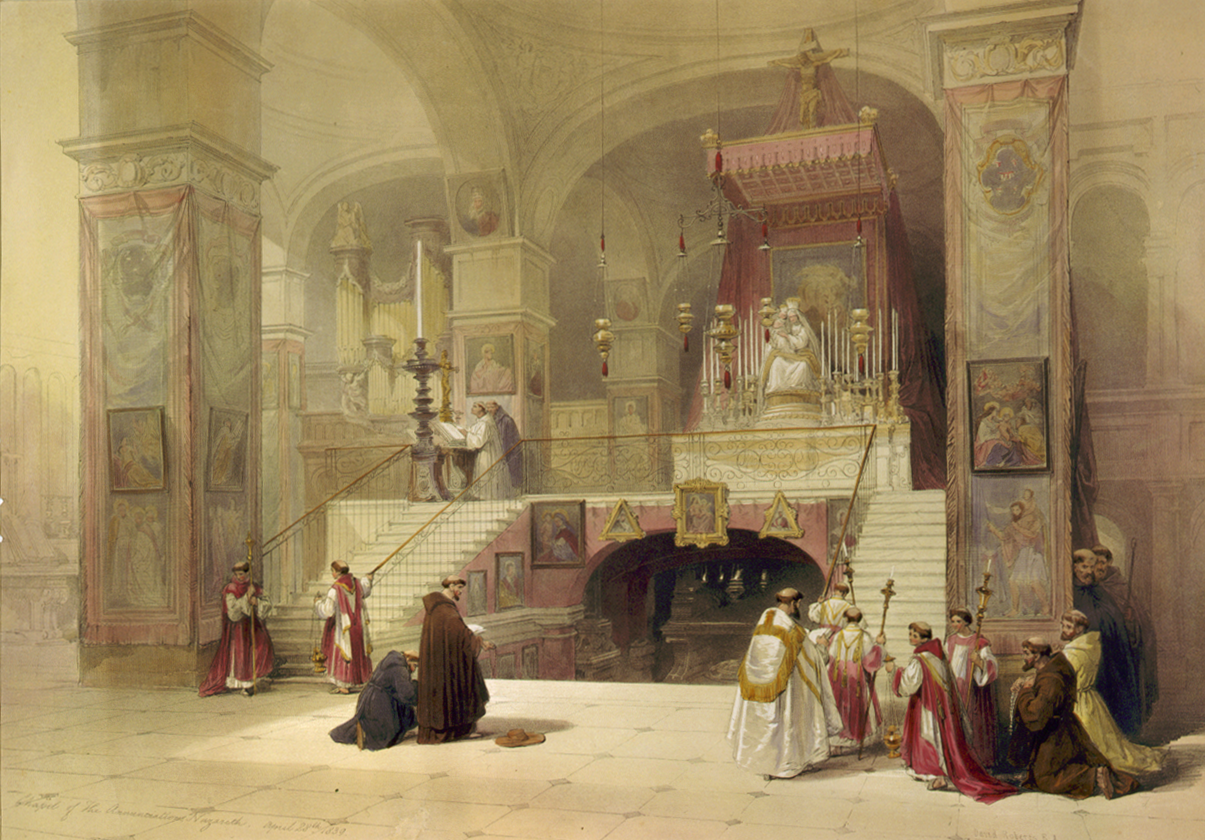
Базилика Благовещения в 1839 году.

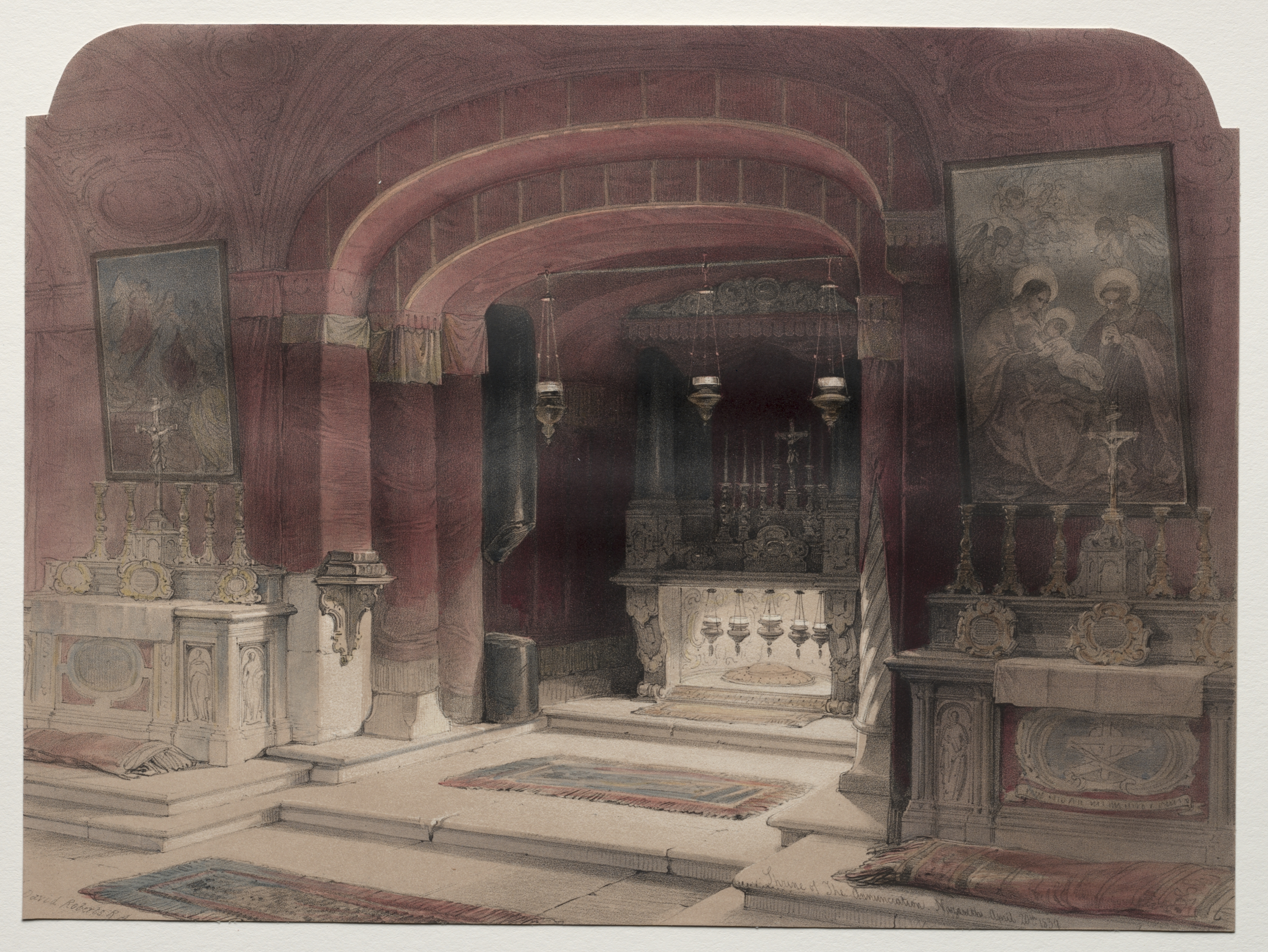
Интерьер нижнего храма в 1839 году.

Вторая церковь над Гротом Благовещения была построена на руинах византийской церкви в эпоху крестоносцев после взятия Назарета Танкредом Тарентским в 1102 году. С XIII века она находилась под попечением монахов недавно созданного францисканского ордена. Эта церковь не была полностью закончена, в 1909 году археологические раскопки показали, что пять романских капителей, сделанных во Франции, так и не были водружены. После поражения крестоносцев в битве при Хаттине Назарет вернулся под мусульманское господство, но Саладин разрешил монахам-францисканцам остаться и совершать службы в церкви. Церковь была разрушена в 1260 году после взятия Назарета Бейбарсом I.
Местные христианские семьи при поддержке францисканцев заботились о месте Благовещения в период мусульманского завоевания.
В 1620 году друзский эмир Фахр ад-Дин II окончательно разрешил францисканцам вернуться в Назарет и осмотреть руины церкви, после чего они построили небольшое сооружение, окружающее священный грот, который почитается как дом Девы Марии.
В 1730 году Дахир аль-Умар разрешил построить новую церковь, которая стала центральным местом сбора католической общины Назарета. В 1877 году церковь была расширена и перестроена.

Вид храма XVIII века
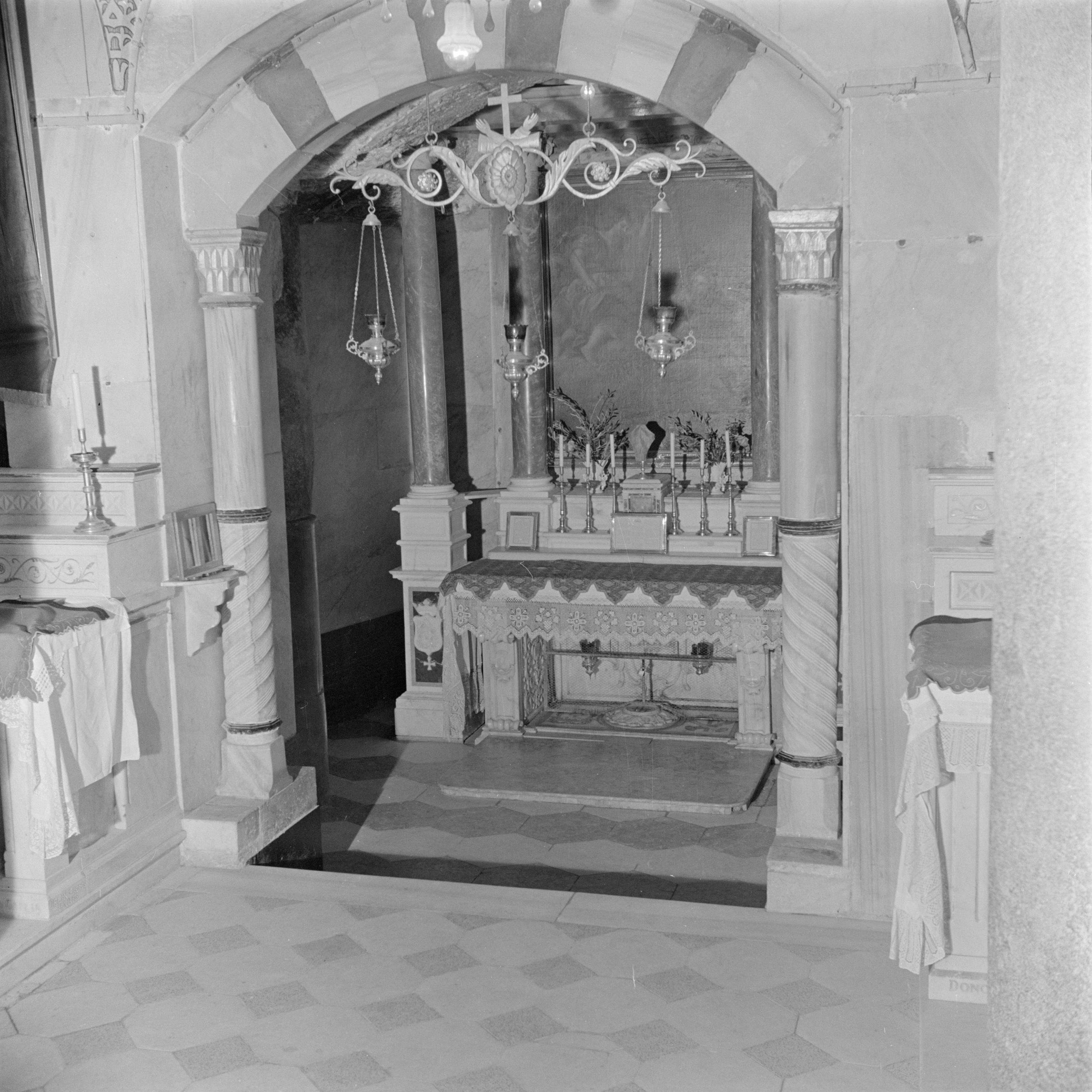
Алтарь в храме Благовещения рядом с местом, где согласно преданию архангел Гавриил явился Деве Марии, 1948 год
Фото третьего храма в 1933 году.
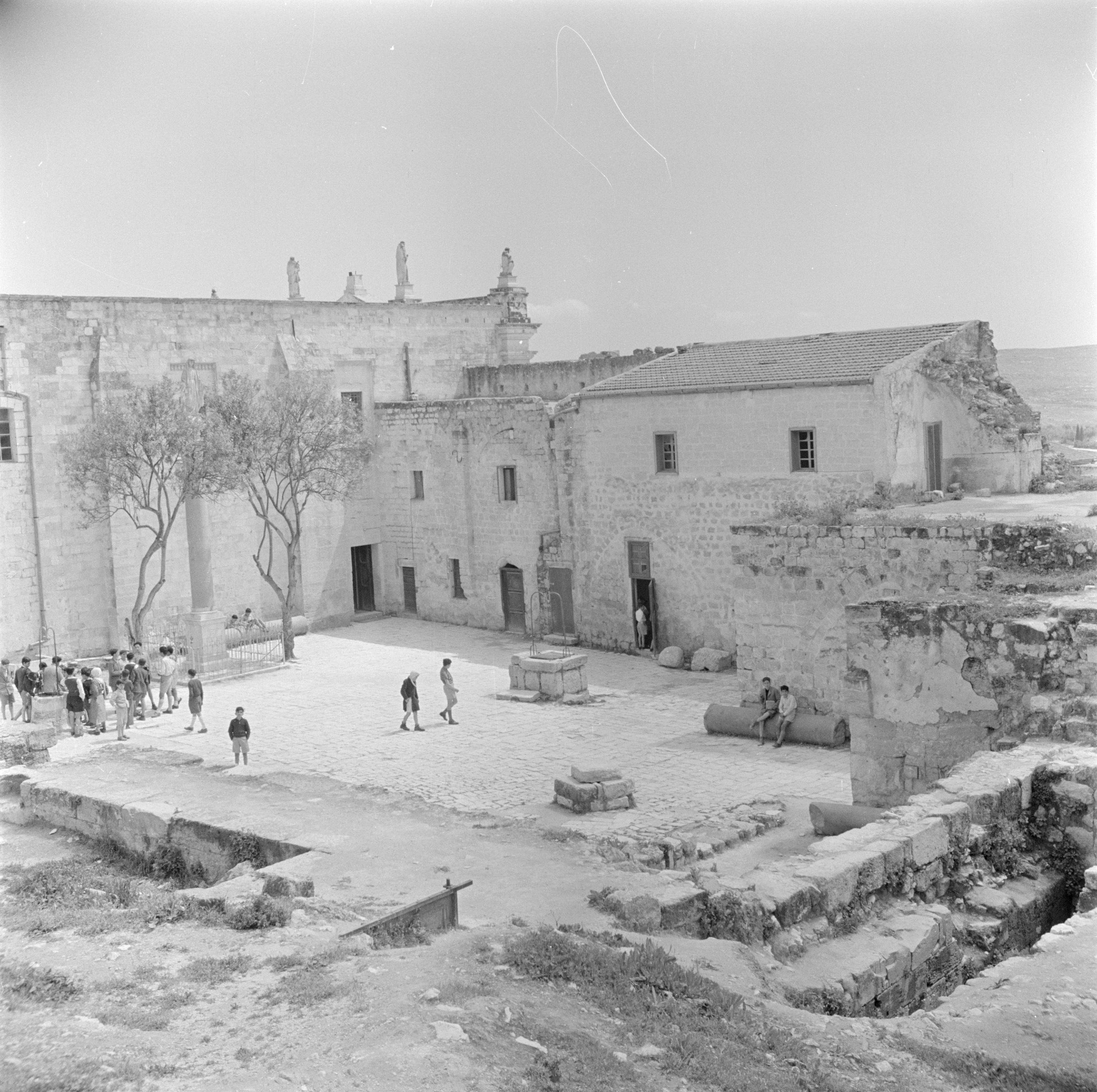
Двор церкви в 1948 году.
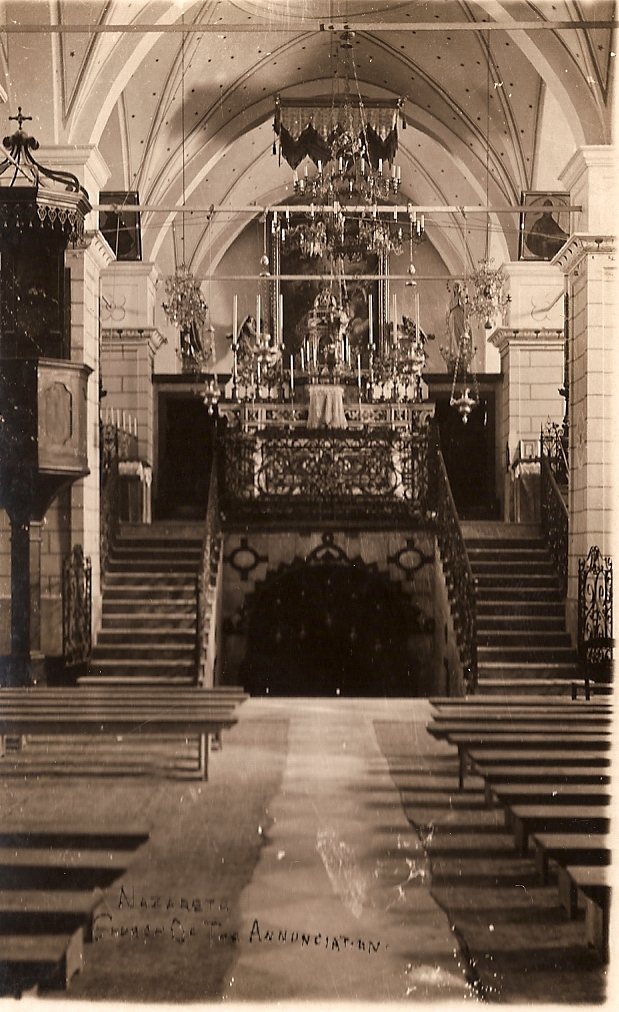
Интерьер храма Благовещения, около 1925 года.

## Современная базилика

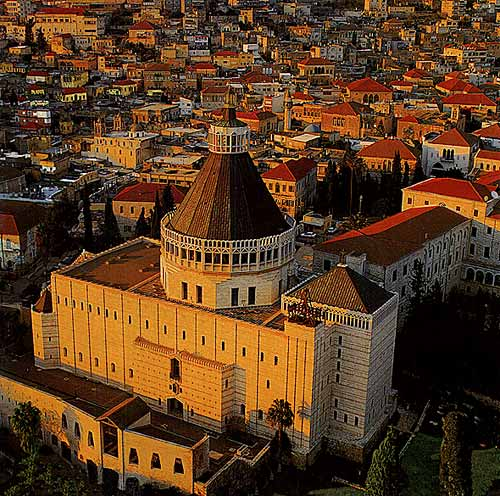
Общий вид здания

В 1954 году было решено снести храм XVIII века, чтобы на его месте возвести более величественное строение. Cпроектировать базилику было поручено итальянскому архитектору Антонио Барлуцци, однако по словам итальянского архитектора Фульвио Ираче, предложение Барлуцци было отклонено, поскольку оно не обеспечивало достаточной сохранности археологических находок на месте раскопок. Барлуцци рассматривал возможность перемещения артефактов, а именно частей древних стен и обшивки средневековых апсид, в музей при храме, а не оставлять их на месте, где они были найдены. Также оставалось неясным, как проект будет подчеркивать важность Грота Благовещения. С ним не согласились францисканцы,  которые отвечали за раскопки в Назарете в то время.
В 1958 году заказ на проектирование базилики получил итальянский архитектор Джованни Муцио. Он интегрировал различные стили в проект базилики. Во внутренних помещениях за счёт использования открытого бетона доминирующим является стиль брутализма, а внешний вид базилики характеризуется традиционным итальянским средневековым стилем. Стремление архитектора получить взаимосвязь храма с ландшафтом руин и Грота было реализовано путем строительства базилики по периметру церкви эпохи крестоносцев.
Базилика построена израильской строительной фирмой Solel Boneh в 1960–1969 годах. Её доминирующим элементом является монументальный купол высотой на 55 метров. Храм рассчитан на 2000 человек и считается крупнейшей церковью на Ближнем Востоке. Фасады храма покрыты белым камнем и украшены библейскими сценами. 
Базилика состоит из двух уровней. Верхняя церковь предназначена для совершения литургии. В ней за главным алтарём представлена мозаика Сальваторе Фиуме. Композиция представляет собой Вселенскую церковь и включает в себя многочисленные фигуры, от Иисуса Христа, Девы Марии и святого Петра до Отцов Церкви и святых, и даже верующих. Это произведение отражает отказ от средневековой мозаичной традиции и принятие современного подхода к искусству. 

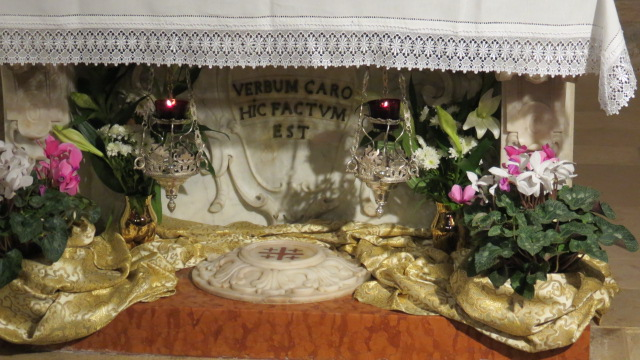
Престол в Гроте Благовещения

Нижний уровень включает в себя Грот Благовещения, который христиане считают остатками жилища Святого Семейства и местом, где произошло евангельское событие Благовещения Деве Марии от Архангела Гавриила, описанное в Евангелии от Луки (Лк. 1:28–33). В гроте Благовещения находится престол, под которым имеется мраморный круг с крестом внутри. Над ним имеется надпись на латинском языке: «Verbum caro hic factum est» («Здесь Слово стало плотью»), так как именно здесь, по преданию, стояла Дева Мария во время Благовещения и Боговоплощения (Непорочного зачатия), произошедшего после ответа Богородицы Архангелу Гавриилу: «да будет Мне по слову твоему» (Лк. 1:38).
Нижняя церковь повторяет очертания церкви XII века, которая находилась на том же месте. Рядом с Гротом выставлены археологические находки, найденные на этом месте.
В открытой галерее вокруг базилики представлены изображения Богородицы, подаренные общинами из разных стран мира. На этих панелях Дева Мария изображена в традиционной для данной страны одежде. Например, на панно «Богоматерь с цветами» из Японии Дева Мария изображены в японских одеждах, в традиционных кимоно. Цветы, окружающие фигуру Девы Марии, символизируют традиционный для Японии замкнутый сад. Эти изображения отражают модернистскую адаптацию традиционных христианских икон, что позволяет базилике Благовещения претендовать на универсализм.
Административно базилика принадлежит к латинскому Патриархату Иерусалима, продолжает опекаться Орденом францисканцев.

Современный вид базилики
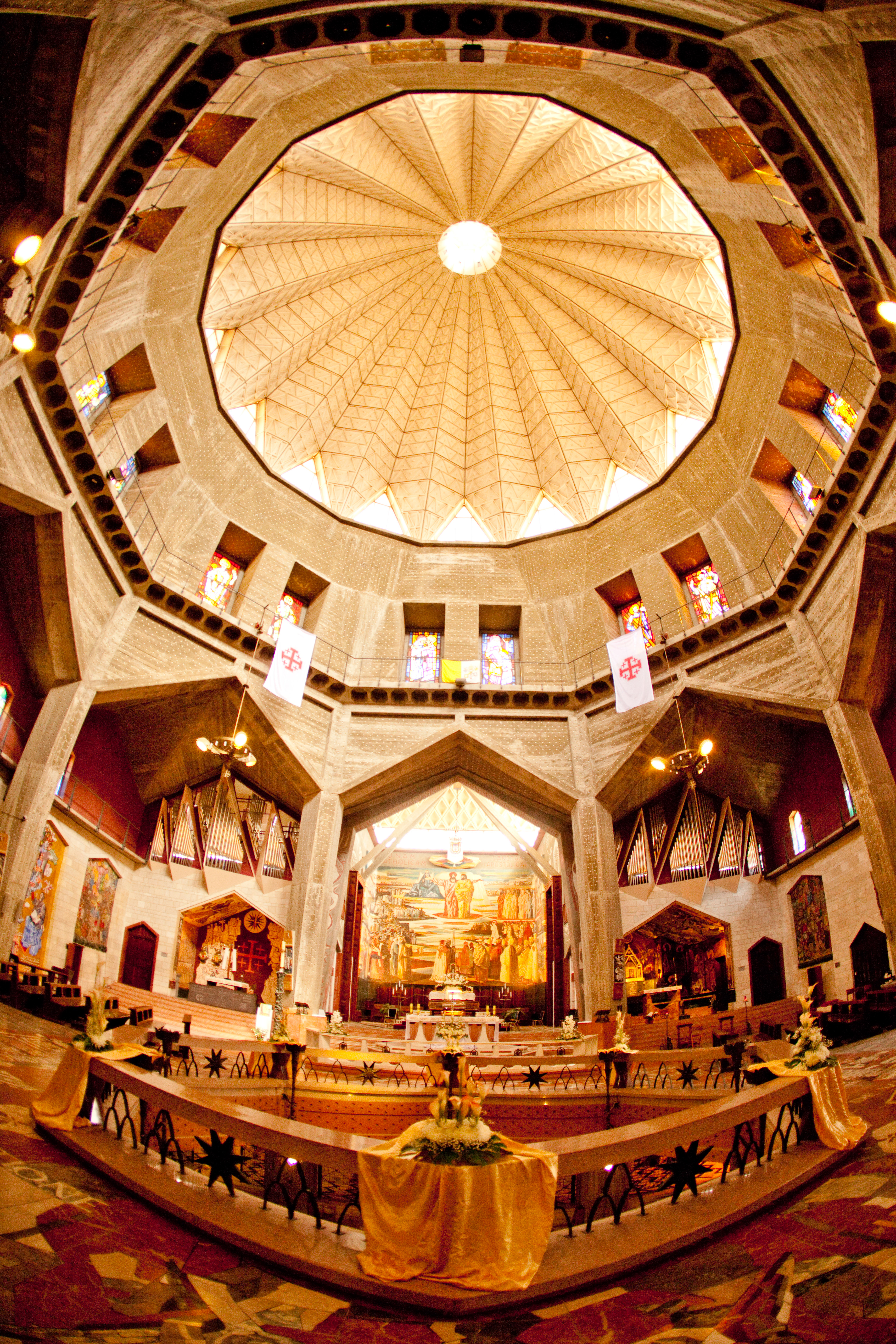
Интерьер верхнего храма
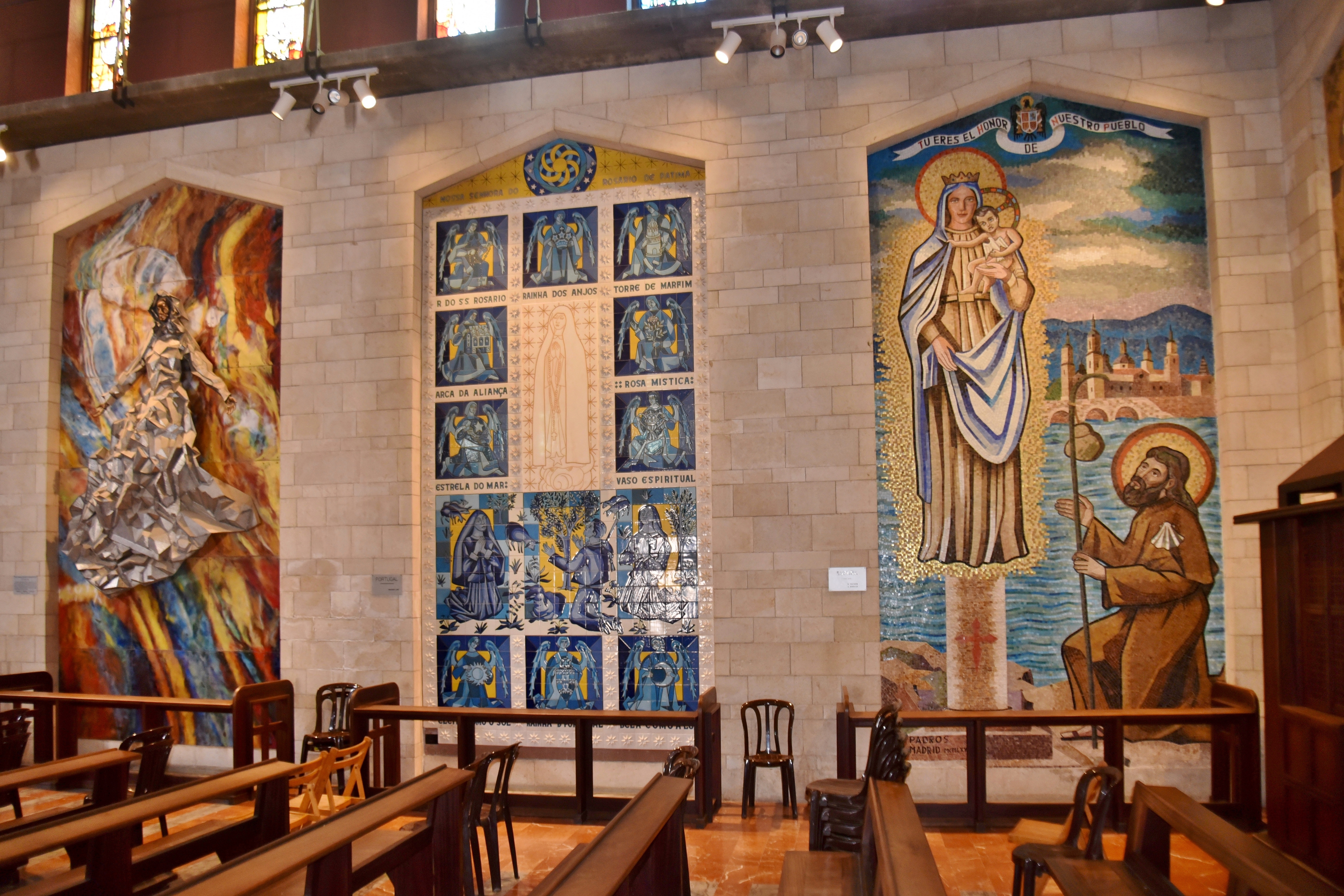
Изображения в верхнем храме
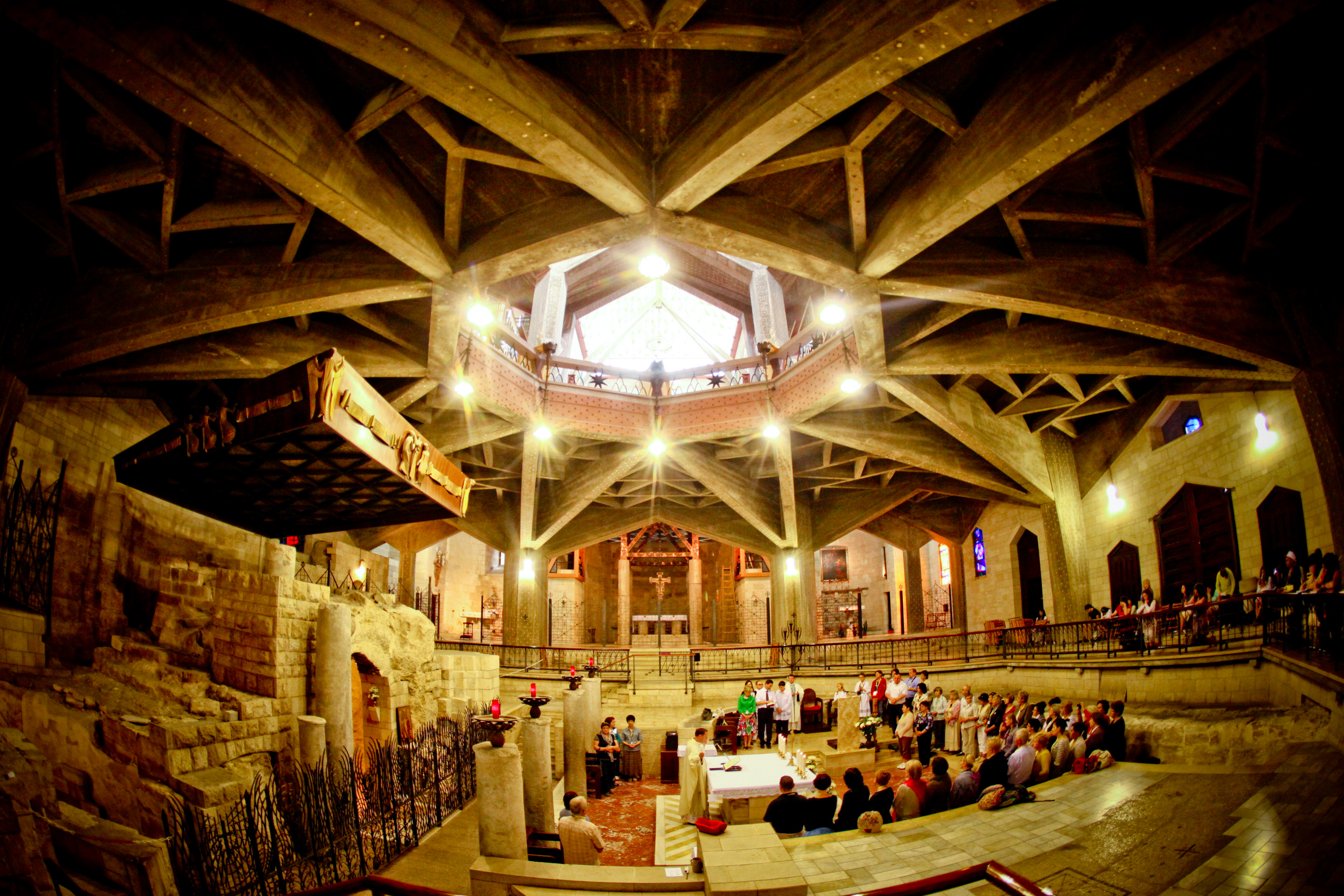
Интерьер нижнего храма
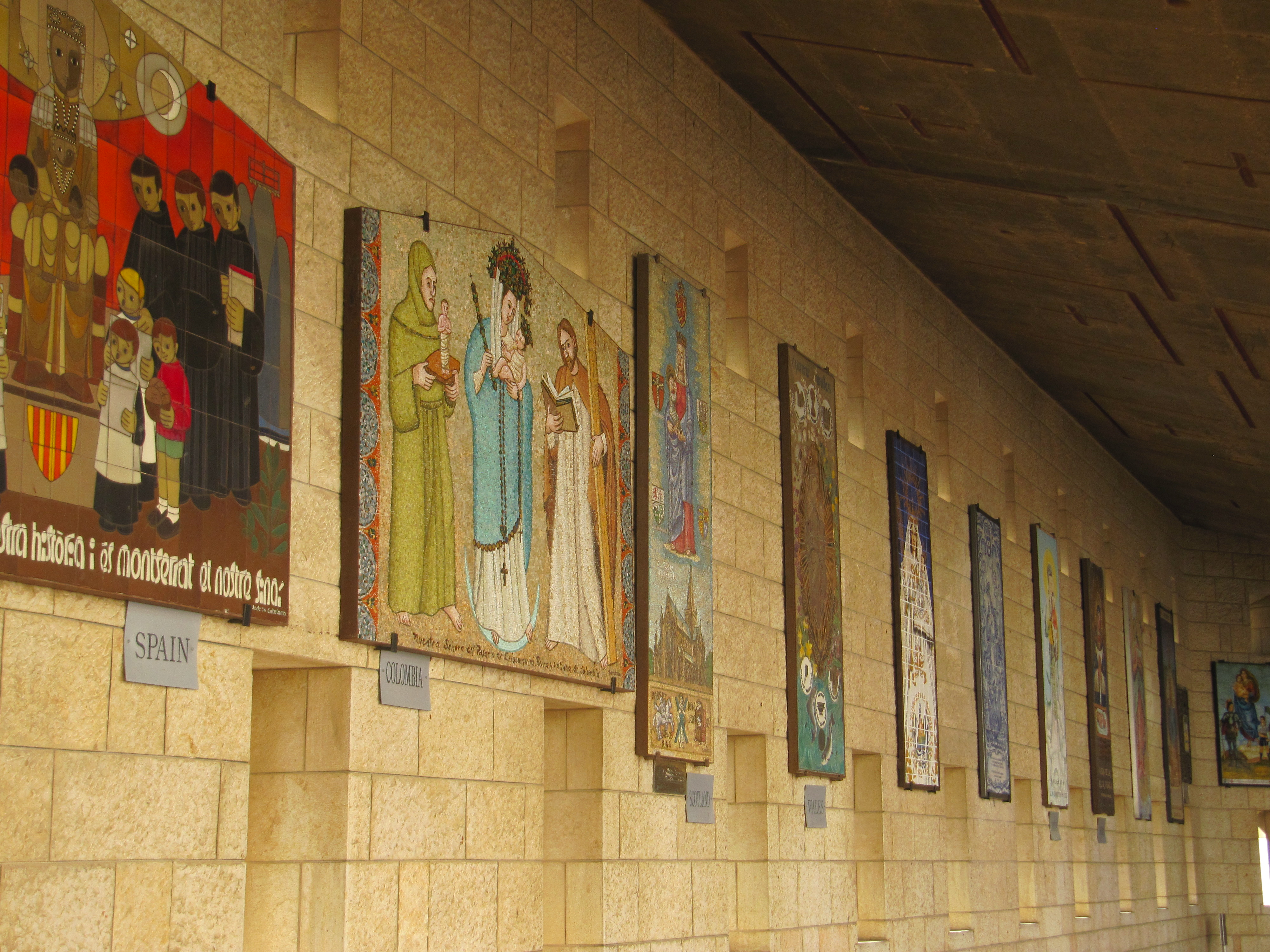
Внешняя аркада с изображениями Девы Марии